# Port lotniczy Hazyviev
Port lotniczy Hazyviev (IATA: HZV, ICAO: FAHV) – port lotniczy położony w Hazyviev, w Mpumalandze, w Republice Południowej Afryki.